# Atlant (mitologija)
Atlant ali z drugim imenom Atlas, je v grški mitologiji eden od Titanov in je polbog.
Bil je sin Japeta in Klimene in brat Prometeja, Menojta in Epimenta. Bil je oče Plejad, Hijad, Hesprid in Kalipso.
O njegovi usodi je več različnih mitov:
- Ker je sodeloval v boju Gigantov proti bogovom, ga je Zevs kaznoval, da je moral na plečih nositi nebeški svod.
- Po drugem mitu naj bi okamenel, ko mu je Perzej pokazal Meduzino glavo in se spremenil v istoimensko gorovje v severovzhodni Afriki.
- Po legendi je sodeloval pri enajsti Heraklejevi nalogi. Heraklej je prevzel za kratek čas breme neba na svoja močna ramena, tako da mu je Atlant lahko prinesel zlata jabolka svojih hčera Hesperid. Ko se je vrnil z zlatimi jabolki, Atlant ni hotel več prevzeti bremena nošenja nebesnega svoda. Vendar je Heraklej prelisičil. Rekel mu je naj za trenutek prime nebesni svod, da bo sam podložil glavo z blazino. Od tedaj Atlant nosi nebesni svod.
- Večina upodobitev kaže Atlanta, kako nosi na hrbtu celo zemeljsko kroglo. Ta upodobitev, ki nima osnove v mitologiji, izhaja iz naslovne strani Mercatorjevega atlasa (leta 1595), kjer je bil upodobljen. Ta upodobitev se je zelo razširila.

V arhitekturi se po njem imenujejo atlanti moške različice kariatid in predstavljajo podpore, izklesane v obliki človeka, ki lahko prevzame prostor v stebru, slopu ali pilastru in daje vtis, da nosi konstrukcijo. Rimski izraz za takšno kiparsko podporo je telamon.